# Liga Unitaria

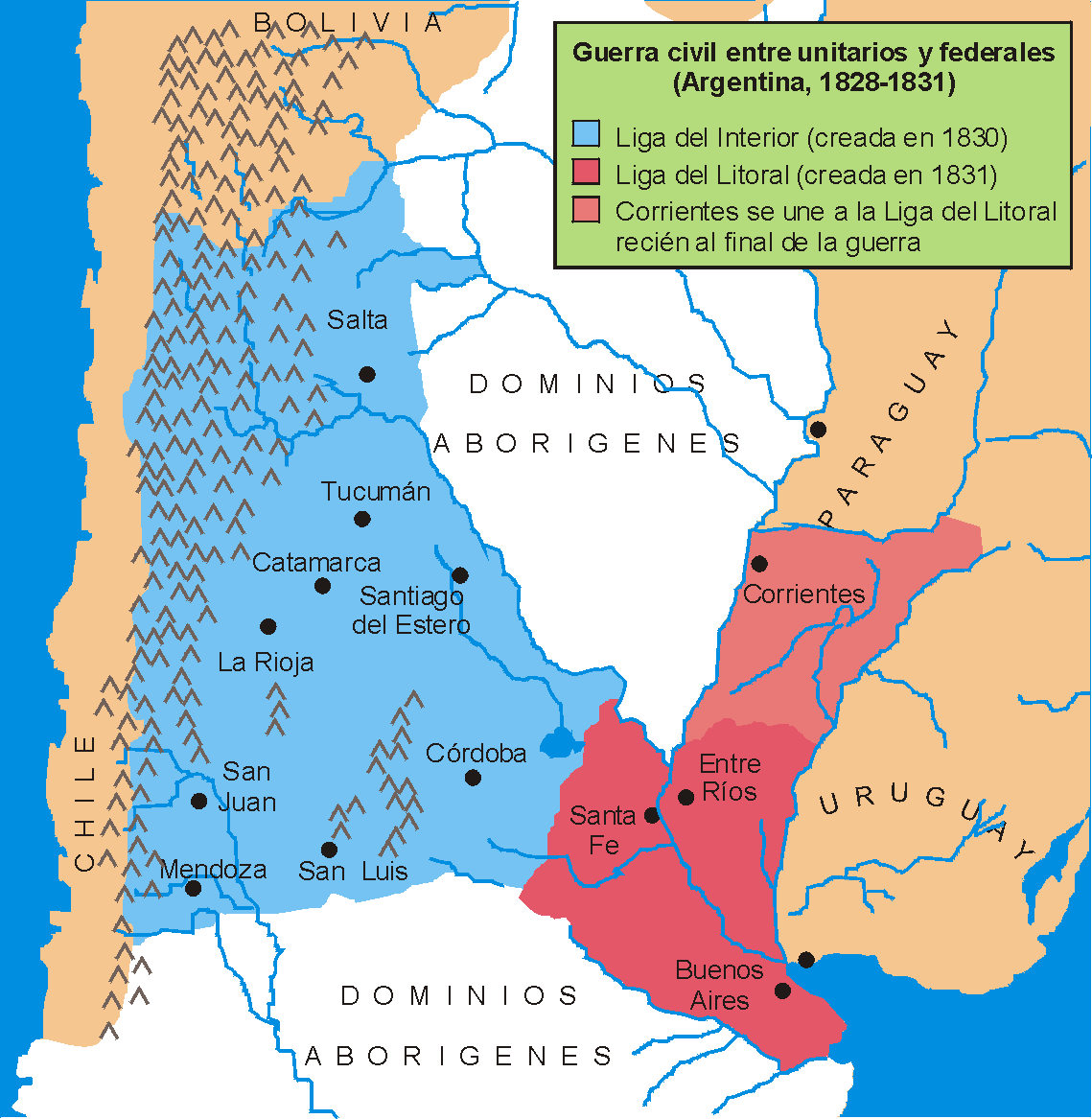
Mappa dell'Argentina nel 1830-31. In azzurro i territori della Liga Unitaria.

La cosiddetta Liga Unitaria (Lega Unitaria) fu una unione creata dal Generale José María Paz nel 1830 tra alcune province argentine facenti parte delle Province Unite del Río de la Plata.
La componevano le province di San Luis, La Rioja, Catamarca, Mendoza, San Juan, Tucumán, Córdoba, Salta e Santiago del Estero.
Il Generale Paz fu nominato Capo militare supremo.
Governavano la città di Buenos Aires.
La lega era unita dalle comuni idee di centralismo e liberalismo economico.
Si contrapponevano dapprima alla Liga Federal, costituita da altre province rioplatensi unite dal comando di José Gervasio Artigas, dalle idee federaliste e dalla posizione comune contro il centralismo di Buenos Aires.
La Liga Unitaria fu sconfitta nel 1831 da parte del governatore di Buenos Aires Juan Manuel de Rosas e dalle province del Pacto Federal e il General Paz fu catturato.
Le province della Liga Unitaria si incorporarono al Pacto Federal.